# Kazimierz Żebrowski
Kazimierz Żebrowski (* 4. März 1891 in Warschau; † zwischen 1939 und 1945 in Warschau) war ein polnischer Eishockeyspieler und -trainer.

## Karriere
Kazimierz Żebrowski war einer der Mitbegründer der Eishockeyabteilung von AZS Warschau, mit der er 1927 bis 1931 fünf Mal in Folge den polnischen Meistertitel gewann. Im Anschluss an seine aktive Karriere war er als Trainer von AZS Warschau tätig. Er starb in Warschau während der Deutschen Besetzung Polens.

### International
Für die polnische Eishockeynationalmannschaft nahm Żebrowski an den Olympischen Winterspielen 1928 in St. Moritz teil. Insgesamt bestritt er 19 Länderspiele für Polen, in denen er ein Tor erzielte.

## Erfolge und Auszeichnungen
- 1927 Polnischer Meister mit AZS Warschau
- 1928 Polnischer Meister mit AZS Warschau
- 1929 Polnischer Meister mit AZS Warschau
- 1930 Polnischer Meister mit AZS Warschau
- 1931 Polnischer Meister mit AZS Warschau